# 掃射
扫射是指陆地上的軍車、軍人、海上的海军舰艇（如快艇）使用小口径武器瞄准静止或缓慢移动的目标後進行的大範圍高速射击的行為。低空飞行的飛機使用机载自动武器攻擊地面目標時也可以視為掃射。